# Battaglia di Ettangi
Ettangi è una località della Cirenaica nota per la battaglia combattuta fra le truppe italiane e quelle turco - arabe il 18 - 19 giugno 1913.
Un primo tentativo di cacciare i turco-arabi da Ettangi, in modo da poter iniziare l'occupazione del retroterra libico,  avvenne il 16 maggio 1913, che però fallì provocando sfavorevoli ripercussioni politiche.
Il 18 giugno 1913 il gen. Tommaso Salsa decise di ritentare l'azione avanzando da Cirene, insieme alla divisione del gen. Tassoni.
Tre colonne italiane, comandate dal generale Salsa, si mossero verso il campo ribelle di Ettangi con il preciso scopo di distruggerlo. Le colonne erano formate dai seguenti reparti: quella di destra (generale Cavaciocchi: 4 battaglioni alpini, 2 eritrei, 4 batterie da montagna), di sinistra (generale Mambretti: 4 battaglioni di fanteria, 2 batterie da montagna e una da campagna, altri 3 battaglioni di fanteria in riserva); centrale, di collegamento per le altre due (colonnello Arista, con 2 battaglioni di fanteria e una compagnia di ascari libici).
Il 18 giugno le truppe italiane espugnarono gli avamposti nemici. La battaglia si concluse il giorno successivo con la presa di Sidi Garbàa e Ettangi. Il campo nemico fu trovato abbandonato, prima di lasciarlo gli arabo-turchi distrussero la polveriera e i depositi di derrate alimentari.
Le perdite italiane ammontano ad un ufficiale e 25 uomini di truppa morti, 8 ufficiali e 228 uomini di truppa feriti.
Le perdite libiche ammontano a circa 500 tra morti e feriti.